# L'essenziale
«L'essenziale» (укр. «Невід'ємна») — пісня італійського співака Марко Менгоні, з якою він представляв Італію на пісенному конкурсі Євробачення 2013 в Мальме. Пісня була виконана 18 травня у фіналі, де, з результатом у 126 балів, посіла сьоме місце.